# Microvaranops parentis
Microvaranops parentis es una especie extinta de sinápsido pelicosaurio de la familia de los varanópidos y único miembro de su género que vivó durante el Capitaniense (Pérmico medio) en lo que hoy es Sudáfrica.